# Gustav Hertz

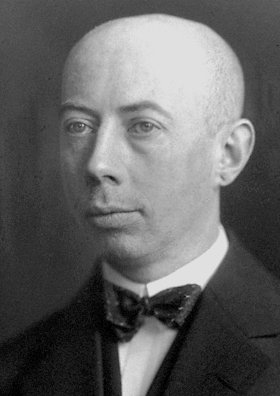
Gustav Hertz (1925)

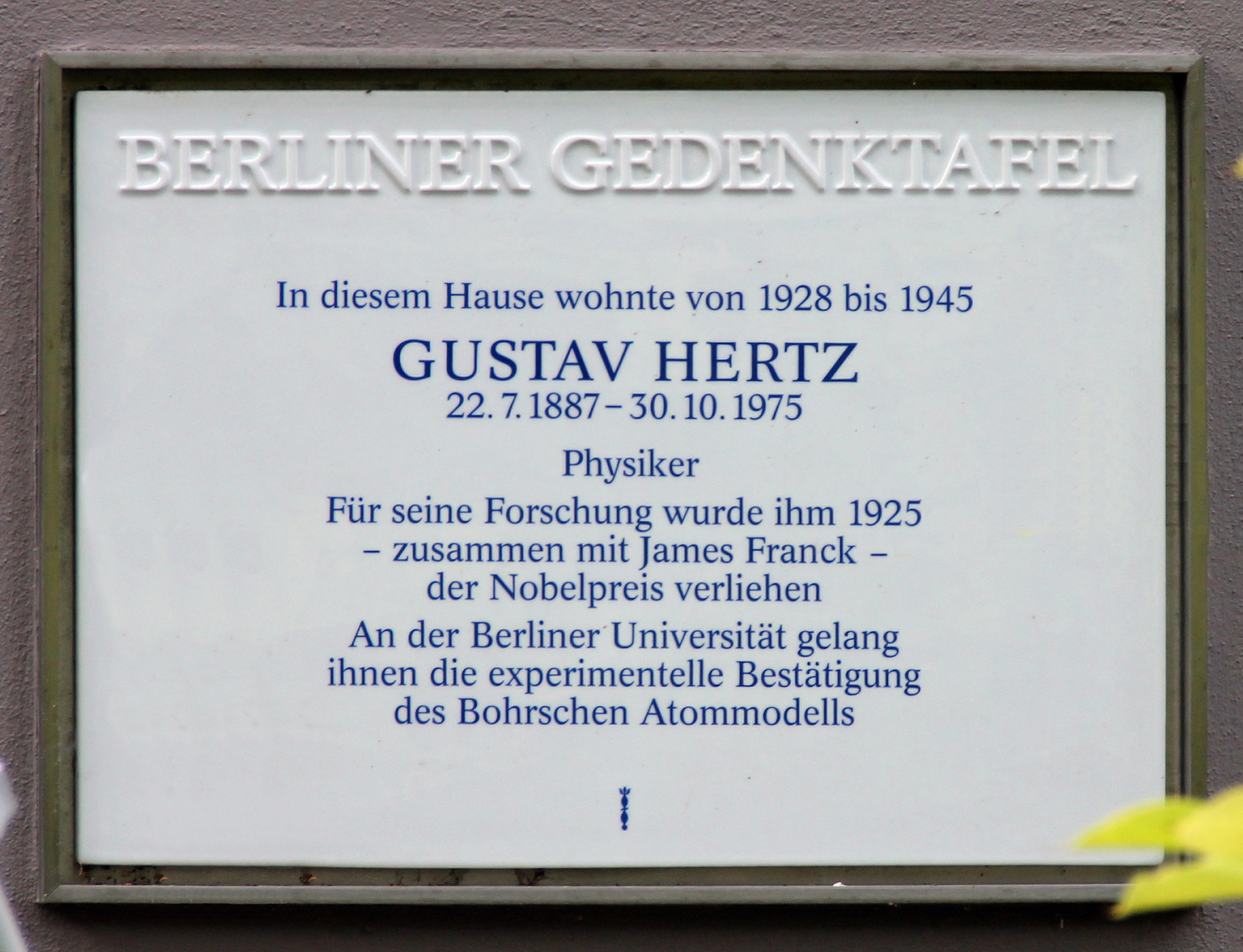
Berliner Gedenktafel am Haus Fabeckstraße 11, in Berlin-Dahlem

Gustav Ludwig Hertz (* 22. Juli 1887 in Hamburg; † 30. Oktober 1975 in Ost-Berlin) war ein deutscher Physiker und Neffe des Physikers Heinrich Hertz. Für den Franck-Hertz-Versuch erhielt er 1925 zusammen mit James Franck den Nobelpreis.

## Leben

### Erste Jahre
Hertz wuchs in Hamburg auf und besuchte das Realgymnasium der Gelehrtenschule des Johanneums.
Er studierte Physik mit dem Interessenschwerpunkt auf der sich neu entwickelnden Quantenphysik in den damaligen Zentren der modernen Physik in Göttingen, München und Berlin. Nach seiner Promotion 1911 bei Heinrich Rubens an der Universität Berlin war er als Assistent am Physikalischen Institut der Universität Berlin tätig.
Zusammen mit dem ebenfalls an der Berliner Universität lehrenden Physiker James Franck konzipierte er 1912/1913 Elektronenstoßversuche, die sich später als eine wesentliche Stütze der Bohrschen Atomtheorie und der Quantentheorie erwiesen und unter dem Namen Franck-Hertz-Versuch in die Geschichte eingehen sollten. 1925 erhielten beide dafür den Nobelpreis für Physik.

### Im Ersten Weltkrieg
Ab 1914 nahm Hertz als Offizier am Ersten Weltkrieg teil und wurde 1915 zu der Spezialtruppe für Gaskampf, dem sogenannten Pionierregiment 35 unter Leitung Fritz Habers, abgeordnet. Hertz nahm nicht am ersten Einsatz chemischer Waffen bei Ypern am 22. April 1915 teil, da er zu diesem Zeitpunkt einen anderen Frontabschnitt auf seine Tauglichkeit für Gasangriffe prüfte. Am 7. Juli 1915 wurde Hertz in Polen bei einem Gasangriff auf russische Truppen schwer verwundet, da sich während des Angriffs der Wind drehte und Hertz dadurch selber dem Gas ausgesetzt wurde. Nach mehrmonatigem Lazarettaufenthalt wurde Hertz aus der Armee entlassen. 1917 habilitierte er sich mit einer Arbeit Über den Energieaustausch bei Zusammenstößen zwischen langsamen Elektronen und Gasmolekülen und war anschließend bis 1920 Privatdozent für Physik an der Universität Berlin.

### In der Forschung
1920 übernahm Hertz für fünf Jahre die Leitung des Physikalischen Labors der Philips Glühlampenfabriken Eindhoven und beschäftigte sich dort mit der Physik der Gasentladung. In diesem Jahr entdeckte er erstmals eine Feinstruktur im Absorptionsspektrum oberhalb der L-Kante für Elemente zwischen Caesium und Neodym. Neben den entsprechenden Entdeckungen für die K-Kante von Hugo Fricke und M-Kante von Wilhelm Stenström bildete das den Auftakt für die heutige XAFS-Spektroskopie. Ab 1925 wirkte er als Professor für Physik an der Universität Halle (Saale). Nach der Verleihung des Nobelpreises für Physik 1925 erhielt Hertz 1927 einen Ruf an die Technische Hochschule Berlin-Charlottenburg, wo er Ordinarius für Physik und Leiter des neu eingerichteten Physikalischen Instituts wurde. 1931 wurde er zum korrespondierenden Mitglied der Göttinger Akademie der Wissenschaften gewählt.

### In der NS-Zeit verfolgt
1935 wurde ihm wegen jüdischer Vorfahren die Prüfungsberechtigung entzogen, worauf er auf sein Lehramt verzichtete (sein Nachfolger wurde Hans Geiger). Zwar blieb er Honorarprofessor, zog einer „halben Professorenschaft“ jedoch die Tätigkeit als Direktor des Siemens & Halske-Forschungslabors II in Berlin vor. Seine Wohnung befand sich in Berlin-Dahlem, Fabeckstraße 11. Am Forschungslabor beschäftigte er sich mit Diffusionstrennanlagen für leichte Isotope, die sich später als zentrale Technik im System der Uranbombenentwicklung erwiesen.

### Als Atom-Forscher in der Sowjetunion
Aus diesem Grund wurde Hertz zusammen mit Manfred von Ardenne, Max Steenbeck und anderen „Atom-Spezialisten“ im April 1945 von einer Spezialeinheit der Roten Armee nach Suchumi am Schwarzen Meer gebracht. In Agudsera bei Suchumi hatte Hertz dann ein Forschungsinstitut mit deutschen Spezialisten zu leiten – nach transkribiertem Gertz Institut G genannt. Zur Gruppe Hertz gehörten 17 deutsche Spezialisten, darunter Heinz Barwich, 
Ludwig Bewilogua, Werner Hartmann, Justus Mühlenpfordt und Max Volmer. Auch Hardwin Jungclaussen, der Neffe von Hertz, hat dort sechs Jahre gearbeitet.
Neben den Arbeiten von Nikolaus Riehl zur Reinstdarstellung von Uran wurden die Gruppen des Instituts G in Agudsera, die Trennkaskaden zur 235U-Anreicherung erarbeiteten, mit hohen Preisen ausgezeichnet, darunter Hertz selbst gemeinsam mit Heinz Barwich mit dem Stalinpreis als der höchsten zivilen Auszeichnung in der damaligen Sowjetunion.

### Rückkehr in die DDR

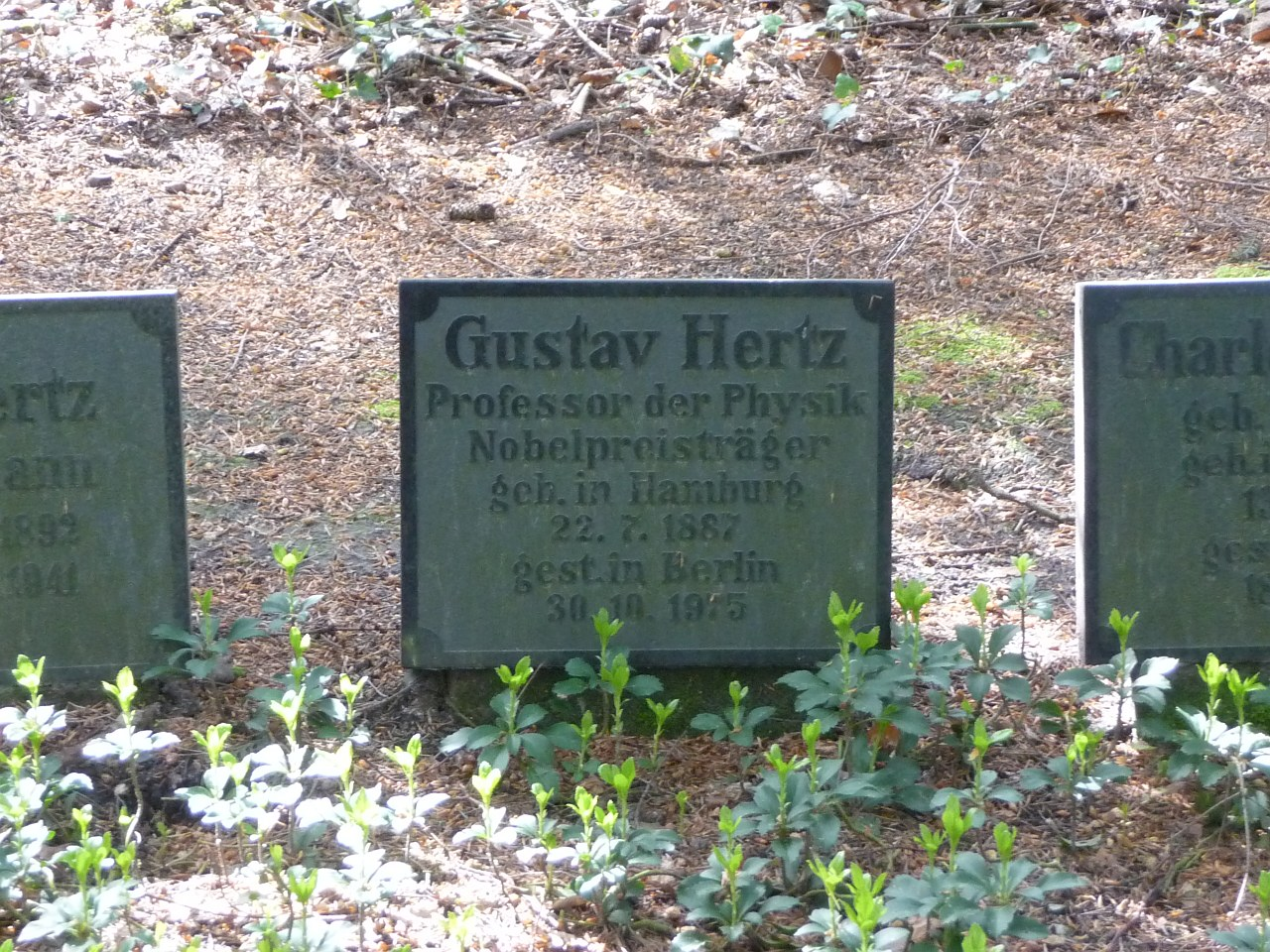
Grab von Gustav Hertz auf dem Friedhof Ohlsdorf in Hamburg

Seine Rückkehr bereits im Herbst 1954 war Bestandteil der Vorbereitungen der DDR auf den Wiedereinstieg in die Kerntechnik. Er übernahm diese Vorbereitungen und erhielt 1955 die Leitung des forschungspolitisch zentralen Wissenschaftlichen Rates für die friedliche Anwendung der Atomenergie beim Ministerrat der DDR. Sämtliche Vorbereitungen von der Konzentration der zerstreuten Institute bis zum Ausbau des neuen Dresdner Zentralinstituts für Kernforschung (heute Forschungszentrum Dresden-Rossendorf) wurden dort erarbeitet. Hertz war ab 1954 auch Direktor des physikalischen Instituts an der Karl-Marx-Universität in Leipzig, Mitglied der Akademie der Wissenschaften der DDR und Gründungsmitglied des Forschungsrates der DDR.
In den Unterlagen der CIA gibt es Hinweise darauf, dass Hertz nach seiner Rückkehr nach Deutschland auch Kontakt zu Siegfried Höxter hatte, der als CIA-Agent Operationen leitete, die deutsche Wissenschaftler, und insbesondere Atomwissenschaftler, von einer Zusammenarbeit mit den Sowjets abbringen sollten. Im Falle von Hertz war diesen Bemühungen offensichtlich kein Erfolg beschieden.
1958 wurde Hertz als ausländisches Mitglied in die damalige Akademie der Wissenschaften der UdSSR aufgenommen. Er erhielt hohe Auszeichnungen wie den Nationalpreis der DDR und war als Herausgeber eines dreibändigen Lehrbuchs der Kernphysik, dessen erster Band 1958 erschien und zu dem er eine 36-seitige Einführung verfasst hatte, eine zentrale Persönlichkeit für die Entwicklung der Kernphysik in der DDR. 1975 starb er als einziger Nobelpreisträger, der jemals nach der Preisverleihung in der DDR wissenschaftlich tätig war, in Berlin.
Gustav Hertz ist auf dem Friedhof Ohlsdorf in Hamburg im Familiengrab, unter anderem mit Heinrich Hertz, begraben.

## Ehrungen
- Zusammen mit James Franck wurde Gustav Hertz 1926 mit dem Nobelpreis für Physik für das Jahr 1925 ausgezeichnet
- Mitglied der Leopoldina ab 1927
- Mitglied der Akademie der Wissenschaften zu Göttingen ab 1931
- Gustav Hertz erhielt 1951 in der Sowjetunion den Stalinpreis als höchste zivile Auszeichnung des Landes.
- Träger des Nationalpreises der DDR I. Klasse für Wissenschaft und Technik
- 1959 wurde ihm die Helmholtz-Medaille der Akademie der Wissenschaften der DDR verliehen.
- 1995 wurde zu Ehren von Gustav Hertz das Gustav-Hertz-Gymnasium in Leipzig-Heiterblick eröffnet.
- Er ist Namensgeber des Gustav-Hertz-Preises der Deutschen Physikalischen Gesellschaft (DPG) für herausragende Nachwuchswissenschaftler der Physik.
- 2007 wurde der Asteroid (160512) Franck-Hertz nach James Franck und ihm benannt.[16]

## Familie
Gustav Hertz war ein Sohn des Hamburger Rechtsanwalts Gustav Theodor Hertz (1858–1904) und seiner Ehefrau Anna Augusta geborene Arning. Seine Großväter waren der Senator Gustav Ferdinand Hertz sowie der Landgerichtspräsident Christian Arning. Gustav Hertz war ab 1919 mit Ellen Dihlmann (?–1941) verheiratet. Seine Söhne Carl Helmut Hertz und Johannes Heinrich Hertz aus dieser Ehe wurden ebenfalls Physiker. Nach dem Tod seiner Frau (1941) heiratete Gustav Hertz 1943 Charlotte Hertz, geborene Jollasse. Aus der Ehe seiner Schwester Susanne Hertz mit dem Pfarrer Hermann Jungclaussen ist sein Neffe Hardwin Jungclaussen hervorgegangen, der gleichfalls als Atomphysiker gearbeitet hat. Der Onkel von Gustav Hertz war der berühmte Physiker Heinrich Hertz, der Entdecker der elektromagnetischen Wellen, nach dem auch die physikalische Einheit Hertz (Hz) für die Frequenz benannt wurde. Gustav Hertz liegt in Hamburg auf dem Friedhof Ohlsdorf nahe dem Grab seines Onkels Heinrich Hertz begraben. Zu den Neffen von Gustav Hertz gehört auch der Physikochemiker Hermann Gerhard Hertz, Cousins ersten Grades waren der Diplomat Richard Hertz und die Biologin Mathilde Hertz.
Während seiner Tätigkeit in der DDR bewohnte Gustav Hertz ein am Flusslauf der Dahme eigens für ihn errichtetes Haus in Berlin-Köpenick, Lienhardweg 47. Dort wurde eine Gedenktafel angebracht. Nach ihm wohnte in diesem Haus der langjährige und vorletzte Präsident der Akademie der Wissenschaften der DDR, Werner Scheler, bis zu dessen Tod im Jahre 2018.

## Publikationen
- Über das ultrarote Absorptionsspektrum der Kohlensäure in seiner Abhängigkeit von Druck und Partialdruck. Vieweg, Braunschweig 1911, OCLC 250285606 (Dissertation an der Universität Berlin, 5. Juli 1911, 39 Seiten, Referenten: Heinrich Rubens und Max Planck).
- Gustav Hertz (Hrsg.): Lehrbuch der Kernphysik: Band I, Experimentelle Verfahren. 1. Auflage. Teubner, Leipzig 1958 (228 S.). Ebenfalls erschienen bei Werner Dausien (Edition Leipzig), Hanau/Main 1958.
- Gustav Hertz (Hrsg.): Lehrbuch der Kernphysik: Band II, Physik der Atomkerne. 1. Auflage. Teubner, Leipzig 1960 (914 S.). Ebenfalls erschienen bei Werner Dausien (Edition Leipzig), Hanau/Main 1961.
- Gustav Hertz (Hrsg.): Lehrbuch der Kernphysik: Band III, Angewandte Kernphysik. 1. Auflage. Teubner, Leipzig 1962 (319 S.). Ebenfalls erschienen bei Werner Dausien (Edition Leipzig), Hanau/Main 1963.